# Диллема, Фукье
Фу́кье Ди́ллема (нидерл. Foekje Dillema; 26 сентября 1926 — 5 декабря 2007) — голландская легкоатлетка, интерсекс.

## Биография
Диллема считалась женщиной при рождении, воспитывалась девочкой и жила «женской» жизнью. Её братья и сестры, увидев её в ванной, не ожидали, что она может быть не женщиной (её фенотип был женским).
В 1949 году, после победы в беге на дистанциях 100 м и 200 м во время турнира в Лондоне, Диллема была названа «спортсменкой соревнований». Она была главной соперницей голландской четырёхкратной олимпийской чемпионки Фанни Бланкерс-Кун.
В 1950 году Диллеме было пожизненно запрещено выступать под эгидой IAAF, так как в августе 1950 года она отказалась проходить обязательный тест на определение полового хроматина. Её национальный рекорд с результатом 24,1 с на дистанции 200 м был аннулирован.
В 1952 году Диллеме провели гонадэктомию.
После изгнания из спорта Диллема жила тихой жизнью в небольшой деревне во Фрисландии.
После её смерти было проведёно судебно-медицинское исследование биоматериала, полученного из одежды. Было обнаружено, что в её ДНК присутствует Y-хромосома. Диллема, вероятно, была женщиной 46XX/46XY, так называемой ovotesticular DSD.